# Celestus costatus
Espèce
Statut de conservation UICN

 LC  : Préoccupation mineure
Synonymes
- Panolopus costatus Cope, 1862
- Diploglossus ohlendorffi Fischer, 1886
- Diploglossus nuchalis Boulenger, 1898
- Diploglossus costatus (Cope, 1862)
- Diploglossus costatus chalcorhabdus Schwartz, 1964
- Diploglossus costatus leionotus Schwartz, 1964
- Diploglossus costatus melanchrous Schwartz, 1964
- Diploglossus costatus neiba Schwartz, 1964
- Diploglossus costatus nesobous Schwartz, 1964
- Diploglossus costatus oreistes Schwartz, 1964
- Diploglossus costatus psychonothes Schwartz, 1964
- Diploglossus costatus saonae Schwartz, 1971
- Diploglossus costatus emys Schwartz, 1971

Celestus costatus est une espèce de sauriens de la famille des Diploglossidae.

## Répartition
Cette espèce est endémique d'Hispaniola.

## Liste des sous-espèces
Selon The Reptile Database (25 mai 2012) :
- Celestus costatus aenetergum Schwartz & Jacobs, 1989
- Celestus costatus chalcorhabdus (Schwartz, 1964)
- Celestus costatus costatus (Cope, 1862)
- Celestus costatus emys (Schwartz, 1971)
- Celestus costatus leionotus (Schwartz, 1964)
- Celestus costatus melanchrous (Schwartz, 1964)
- Celestus costatus neiba (Schwartz, 1964)
- Celestus costatus nesobous (Schwartz, 1964)
- Celestus costatus oreistes (Schwartz, 1964)
- Celestus costatus psychonothes (Schwartz, 1964)
- Celestus costatus saonae (Schwartz, 1971)

## Publications originales
- Cope, 1862 "1861" : On the genera Panolopus, Centropyx, Aristelliger and Sphaerodactylus. Proceedings of the Academy of Natural Sciences of Philadelphia, vol. 13, p. 494-500 (texte intégral).
- Schwartz, 1964 : Diploglossus costatus Cope (Sauria: Anguidae) and its relatives in Hispaniola. Reading Public Museum and Art Gallery, Scientific Pubs, no 13, p. 1-57.
- Schwartz, 1971 : Two New Subspecies of Diploglossus costatus from Hispaniola (Sauria, Anguidae). Journal of Herpetology, vol. 5, no 3/4, p. 161-165.
- Schwartz & Jacobs, 1989 : A new subspecies of Celestus costatus (Sauria: Anguidae) from the República Dominicana. Journal of Herpetology, vol. 23, no 2, p. 193-195.